# Diáspora tibetana

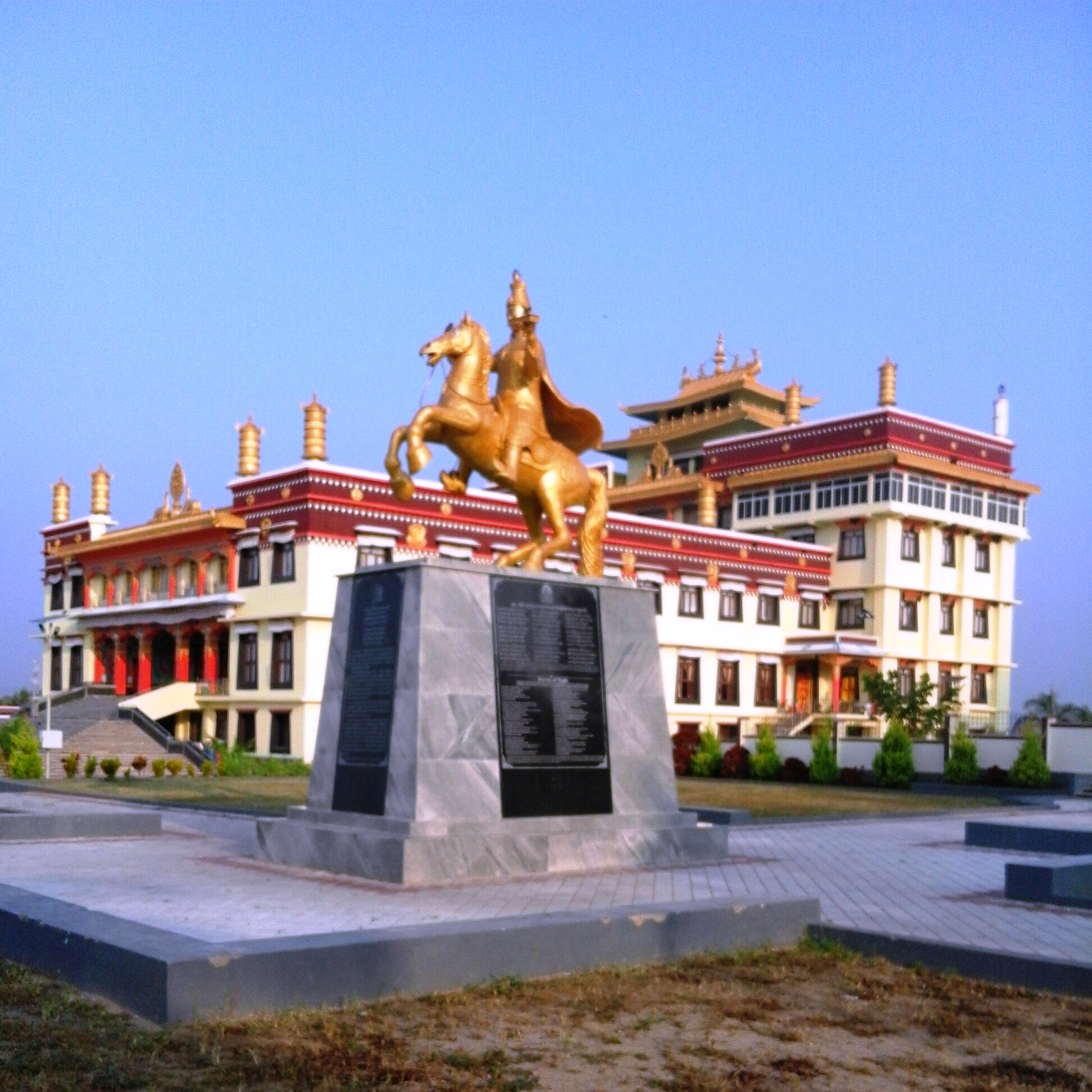
Mosteiro Tashi Lhunpo em Bylakuppe, Índia

A diáspora tibetana é a diáspora do povo tibetano que vive fora do Tibete.
A emigração tibetana tem três fases distintas. A primeira etapa foi em 1959 após a fuga do 14º Dalai Lama para Dharamshala, na Índia, com medo de perseguição do Exército Popular de Libertação chinês. A segunda etapa ocorreu na década de 1980, quando a China abriu parcialmente o Tibete aos estrangeiros. A terceira etapa começou em 1996 e continua até hoje, embora com menor frequência. Há uma tensão social considerável entre os refugiados da primeira e da segunda onda, chamados de 'Shichak tibetanos', e os refugiados da terceira onda, chamados de 'Sanjor tibetanos'. O rótulo 'Sanjor' é considerado pejorativo pelos tibetanos recém-chegados.
Nem toda emigração do Tibete é permanente; alguns pais no Tibete enviaram seus filhos às comunidades da diáspora para receber uma educação tradicional budista tibetana. O censo de 2009 registrou cerca de 128.000 tibetanos no exílio, com a maior parte da comunidade vivendo na Índia, Nepal e Butão. No entanto, em 2005 e 2009, havia estimativas de até 150.000 vivendo no exílio.

## Origens e números
A Administração Central Tibetana (CTA) fornece um Livro Verde - uma espécie de certificado de identidade tibetano - aos refugiados tibetanos. Com base em uma pesquisa do CTA de 2009, 127.935 tibetanos foram registrados na diáspora: na Índia, 94.203; no Nepal 13.514; no Butão 1.298; e no resto do mundo 18.920. No entanto, seu número é estimado em até 150.000, conforme mencionado por Edward J. Mills et al. em 2005 e pelo 14º Dalai Lama em 2009.

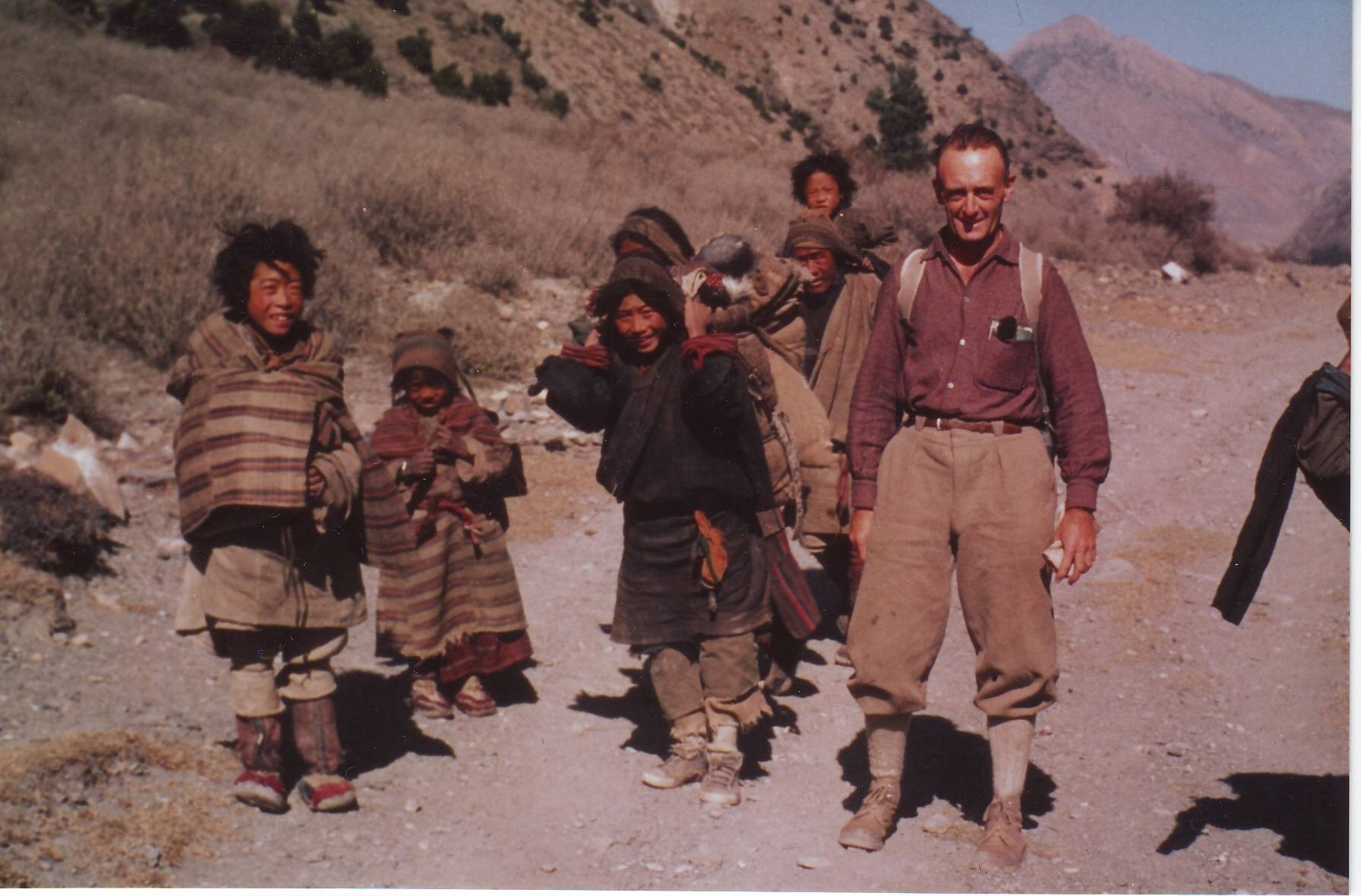
Rene de Milleville com refugiados tibetanos no Vale Gandaki, perto de Jomosom, Nepal, outubro de 1966. Observe as correias de cabeça para transportar cargas pesadas. A maioria dos refugiados tibetanos passa do Nepal para a Índia, onde reside o 14º Dalai Lama.

A maior das outras comunidades está nos Estados Unidos, Canadá (por exemplo, Toronto), Reino Unido, Suíça, Noruega, França, Taiwan e Austrália.

### Primeira onda
Durante a revolta tibetana de 1959, o 14º Dalai Lama e parte de seu governo escapou para a Índia. De 1959 a 1960, cerca de 80.000 tibetanos seguiram o Dalai Lama para a Índia através do Himalaia. Os voos contínuos, estimados em números de 1.000 a 2.500 por ano, aumentaram esses números para 100.000. O movimento de refugiados durante este tempo é às vezes referido como um "êxodo", como em uma resolução da Assembleia Geral das Nações Unidas em 1961 que afirmava que a presença de refugiados tibetanos em países vizinhos era uma "prova" de direitos abusos no Tibete.

### Segunda onda
Após a abertura do Tibete na década de 1980 ao comércio e ao turismo, uma segunda onda de êxodo tibetano ocorreu devido à crescente repressão política. De 1986 a 1996, 25.000 tibetanos aderiram e aumentaram em 18% sua comunidade exilada na Índia. Este movimento de refugiados durante esta segunda onda é às vezes referido como um "segundo êxodo".
De acordo com um telegrama norte-americano divulgado pelo fundador do WikiLeaks, Julian Assange, de 1980 a novembro de 2009, 87.096 tibetanos chegaram à Índia e se registraram no centro de recepção de Dharamsala, enquanto 46.620 voltaram ao Tibete após uma peregrinação na Índia. A maioria dos que ficam são crianças que frequentam a escola das Aldeias Infantis do Tibete.

### Terceira onda em curso: era Sanjorwa

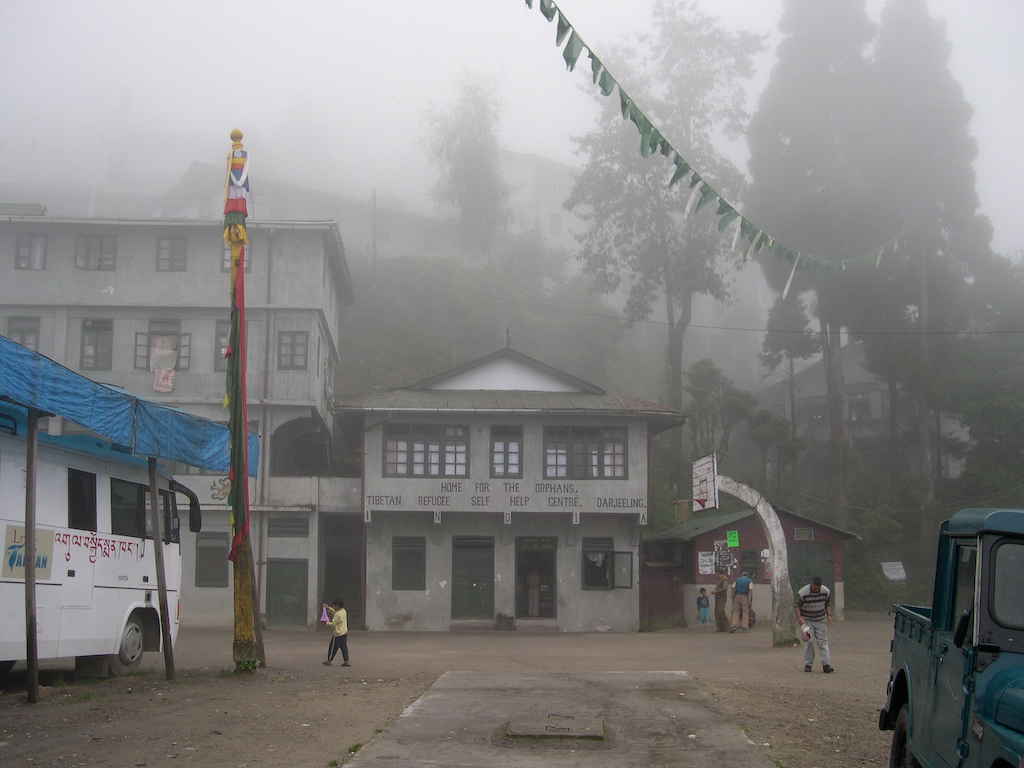
Hill Top Shop do Centro de Autoajuda para Refugiados Tibetanos em Darjeeling, Índia, tomada em setembro de 2004. Foi estabelecido em 2 de outubro de 1959, no mesmo ano em que o primeiro-ministro Nehru deu refúgio ao 14º Dalai Lama, seu governo tibetano no exílio.

Um grande número de refugiados tibetanos fez seu caminho para a Índia na década de 1990, após um longo hiato desde 1979, e esses novos migrantes ganharam o epíteto de 'Sanjor' ou recém-chegados devido ao seu status de recém-chegados. Um documentário de 2008 dirigido por Richard Martini afirmou que 3.000 a 4.500 tibetanos chegam a Dharamshala todos os anos. A maioria dos novos imigrantes são crianças enviadas para escolas culturais tibetanas. Muitos ativistas políticos, incluindo monges, também atravessaram o Nepal para a Índia. Existem lacunas culturais significativas entre os emigrantes tibetanos recentes (gsar 'byor pa, ou "recém-chegado") e os tibetanos nascidos na Índia. O Dalai Lama incentiva o aprendizado de vários idiomas e ele mesmo pode falar vários idiomas.
Uma atitude preconceituosa contra os imigrantes tibetanos da terceira onda por parte de imigrantes de 1959 existe no mundo da diáspora tibetana. Os recém-chegados (chegadas pós-1990) são referidos como 'Sanjor' pelos tibetanos assentados e enfrentam discriminação social nos assentamentos tibetanos. O relacionamento social é tenso e os casamentos entre si são raros. Um forte senso de tribalismo existe entre vários grupos de emigrados, o que resultou em agressões físicas entre mosteiros no sul da Índia e a primeira onda de imigrantes na região. Lobsang Sangay, atual presidente da CTA, prometeu criar unidade e entendimento mútuo entre sanjors e shichaks, mas Mcdonald observa que nenhum efeito de resolução de conflito substancial foi feito até o momento em 2013.

## Na Índia

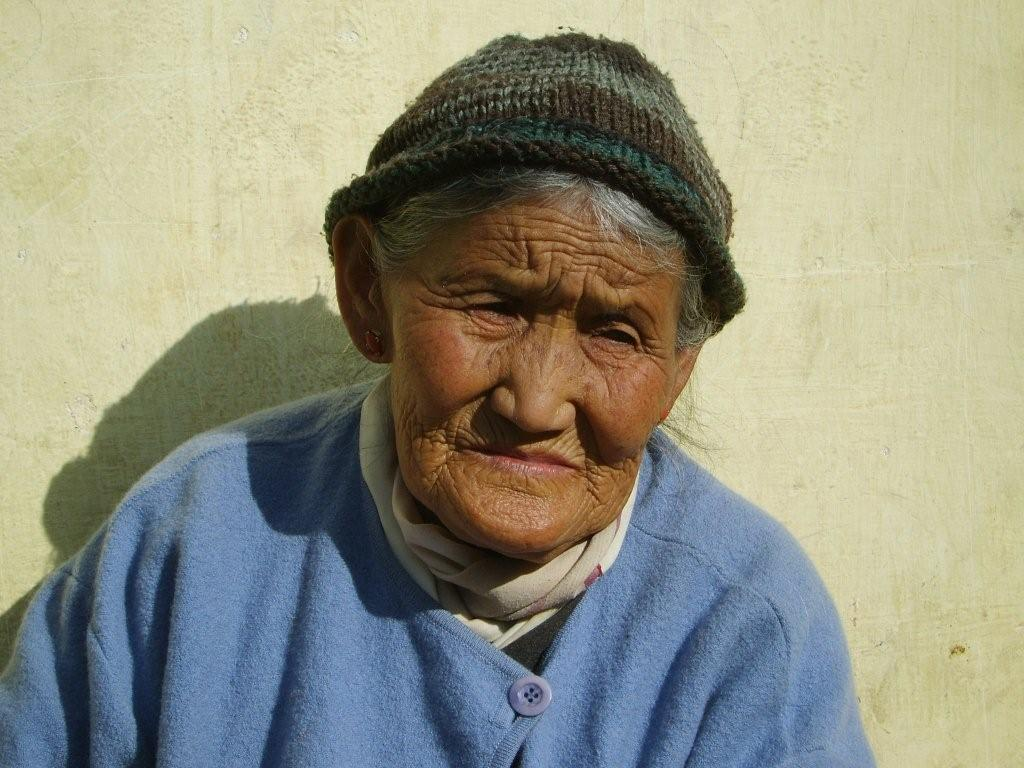
Senhora tibetana no campo de refugiados da Índia

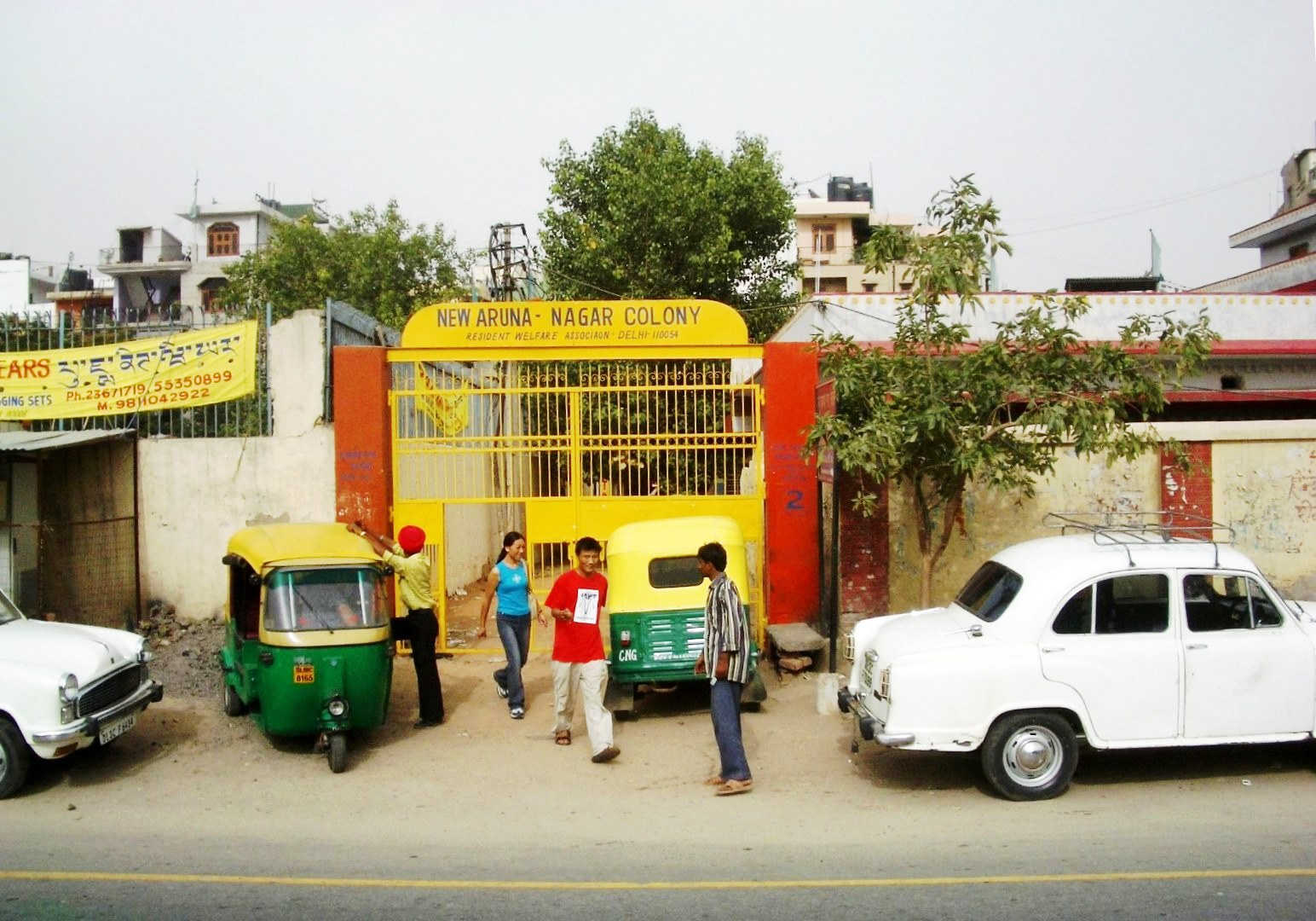
Novo assentamento tibetano de Aruna-Nagar, Delhi

### Organizações
A principal organização da diáspora tibetana é a Administração Central Tibetana do 14º Dalai Lama, sediada no subúrbio de McLeod Ganj, na cidade de Dharamsala, na Índia. A CTA mantém escritórios no Tibete em 10 países. Estas atuam como embaixadas de facto dos escritórios de cultura e informação do CTA e fornecem efetivamente uma espécie de ajuda consular aos tibetanos. Eles estão sediados em Nova Delhi, Índia; Nova York, EUA; Genebra, Suíça; Tóquio, Japão; Londres, Reino Unido; Canberra, Austrália; Paris, França; Moscou, Rússia; Pretória, África do Sul; e Taipei, Taiwan. As ONGs da diáspora tibetana lidam com a vida cultural e social da diáspora, a preservação do patrimônio cultural e a promoção da independência política do Tibete.
A primeira organização não governamental tibetana de direitos humanos a ser estabelecida no exílio na Índia foi o Centro Tibetano para Direitos Humanos e Democracia. O TCHRD investiga e relata questões de direitos humanos no Tibete e entre as minorias tibetanas em toda a China.

### Educação
A Administração Escolar Tibetana Central, com sede em Nova Delhi é uma organização autônoma criada em 1961 com o objetivo de estabelecer, administrar e auxiliar escolas na Índia para a educação de crianças tibetanas que vivem na Índia, preservando e promovendo sua cultura e herança. De acordo com informações em seu próprio site, em 2009 a Administração administrava 71 escolas nas áreas de concentração da população tibetana, com cerca de 10.000 alunos matriculados da pré-primária à classe XII e com 554 professores. De acordo com as informações do site do CTA, a partir de 13.01.2009. houve 28 escolas CTSA, cuja matrícula foi de 9.991 alunos.
Em 2009, as Aldeias de Crianças Tibetanas estabeleceram a primeira faculdade superior tibetana exilada em Bangalore (Índia), que foi chamada de "Instituto Dalai Lama para Educação Superior". O objetivo desta faculdade é ensinar a língua e a cultura tibetanas, bem como ciências, artes, aconselhamento e tecnologia da informação.

### Migração de assentamentos na Índia
A migração de jovens de assentamentos tibetanos na Índia é um sério motivo de preocupação, pois ameaça a identidade e a cultura tibetanas no exílio com a marginalização. De acordo com Tenzin Lekshay, a maioria dos assentamentos de exilados são guardados por idosos, algumas escolas estabelecidas nos assentamentos estão prestes a fechar por falta de alunos e os graduados estão se dispersando para cidades indianas por causa da falta de oportunidades de emprego na comunidade.
De acordo com Nawang Thogmed, um oficial da CTA, os problemas mais citados para os tibetanos recém-migrados na Índia são a barreira da língua, sua aversão pela comida indiana e o clima quente, que torna as roupas tibetanas desconfortáveis. Alguns exilados também temem que sua cultura tibetana esteja sendo diluída na Índia.

## No butão
Poucos tibetanos se estabeleceram no Butão depois de 1959, pois o país era usado principalmente como rota de trânsito para a Índia. No entanto, em 1961, após crescentes tensões entre a China e a Índia, a Índia fechou sua fronteira norte com o Butão, o que levou o Butão a organizar uma reunião de emergência com o Governo da Índia (GOI) e a CTA para lidar com os tibetanos presos no país. O governo do Butão concordou em receber 4.000 colonos, embora o butanês comum tenha ficado cada vez mais ressentido com os imigrantes tibetanos por causa de sua recusa em assimilar a cultura butanesa. Em 1974, 28 tibetanos, incluindo o representante do 14º Dalai Lama em Thimphu, foram presos e acusados de conspiração para assassinar o rei Jigme Singye Wangchuck. Quando a CTA se recusou a fornecer provas de sua inocência, as relações entre o Butão e Dharamshala azedaram, e em 1979, o governo do Butão anunciou que qualquer tibetano no país que não tomasse a cidadania butanesa seria repatriado de volta para a China. Apesar da oposição da CTA, 2.300 tibetanos solicitaram a cidadania butanesa; a maior parte do restante reassentou-se na Índia.
- História do Tibete
- Tibete (1912-1951)
- Levante tibetano de 1959
- Sinicização do Tibete
- Incorporação de Xinjiang na República Popular da China